# Кането (Прато)
Кането је насеље у Италији у округу Прато, региону Тоскана.
Према процени из 2011. у насељу је живело 39 становника. Насеље се налази на надморској висини од 108 м.